# Adam Price
Adam Price (Copenhage, 7 de maio de 1967) é um roteirista, dramaturgo e restaurateur dinamarquês. Ele criou a aclamada série de televisão Borgen (2008-2012), que recebeu o prêmio BAFTA de Melhor Programa Internacional.

## Biografia
Adam Price estudou direito na Universidade de Copenhague no entre 1986 e 1990. De 1992 a 2011, trabalhou como crítico gastronômico do jornal Politiken.
Nos anos de 2001 a 2005, Price trabalhou na rede TV2. Em 2014, fundou a sua produtora internacional SAM Productions ao lado de Meta Louise Foldager Sørensen e do roteirista Søren Sveistrup. Em 2019, Price e Sørensen expandiram a empresa criando a A&M Productions.
Ele criou a série Nikolaj og Julie (2002-2003), que recebeu um prêmio Emmy em 2003, e foi o criador e autor principal da famosa série internacional Borgen (2010-2013), que recebeu um BAFTA, o maior prêmio da televisão da Inglaterra. Mais recentemente, em 2012, Price foi o autor principal da série de TV Os Caminhos do Senhor (2017-2018), distribuída internacionalmente pela Netflix.
Em 2011, ele abriu o restaurante Brdr. Price junto com o irmão James Price e dois parceiros de negócios. Desde então, 5 novos restaurantes foram distribuídos por toda a Dinamarca.  Desde 2008 a 2016, eles apresentam o programa de culinária Spise med Price, na rede de tevelisão DR.

## Vida pessoal
Adam Price é filho do casal de atores Birgitte Price e John Price e irmão mais novo do compositor e maestro James Price.

## Filmografia
| Ano       | Título                           | Creditado como       | Nota(s)                                                                                                  |
| --------- | -------------------------------- | -------------------- | --- |
| 1990      | O Bom, o Mau e o Muito Engraçado | Escritor de esquetes | 7 episódios                                                                                              |
| 1993      | Satirica                         | Roteirista           | |
| 1997-1998 | Taxa                             | Escritor, co-autor   | 9 episódios                                                                                              |
| 1998      | Karrusel                         | Escritor             | 4 episódios                                                                                              |
| 1998      | Baby Doom                        |                      | |
| 1998      | Mor(d) i mødregruppen            | Escritor             | Curta-metragem                                                                                           |
| 2000      | Tivoli Show 2000                 |                      | Especial de TV                                                                                           |
| 2002-2003 | Nikolaj og Julie                 | Escritor             | Venceu–Emmy Internacional de Melhor Série Dramática                                                      |
| 2006      | Anna Pihl                        | Escritor             | 30 episódios                                                                                             |
| 2008-2016 | Spise med Price                  | Ele mesmo            | Apresentador                                                                                             |
| 2010-2022 | Borgen                           | Criador              | Venceu: BAFTA TV Award de Melhor Programa Internacional Robert prisen de Melhor Série de TV Dinamarquesa |
| 2017-2018 | Os Caminhos do Senhor            | Escritor             | Venceu–Robert prisen de Melhor Série de TV                                                               |
| 2020-2021 | Ragnarok                         | Criador              | 12 episódios                                                                                             |
| 2022      | Orkestret                        | Criador              | |